# Médecine dans l'Empire byzantin
 (juin 2014).

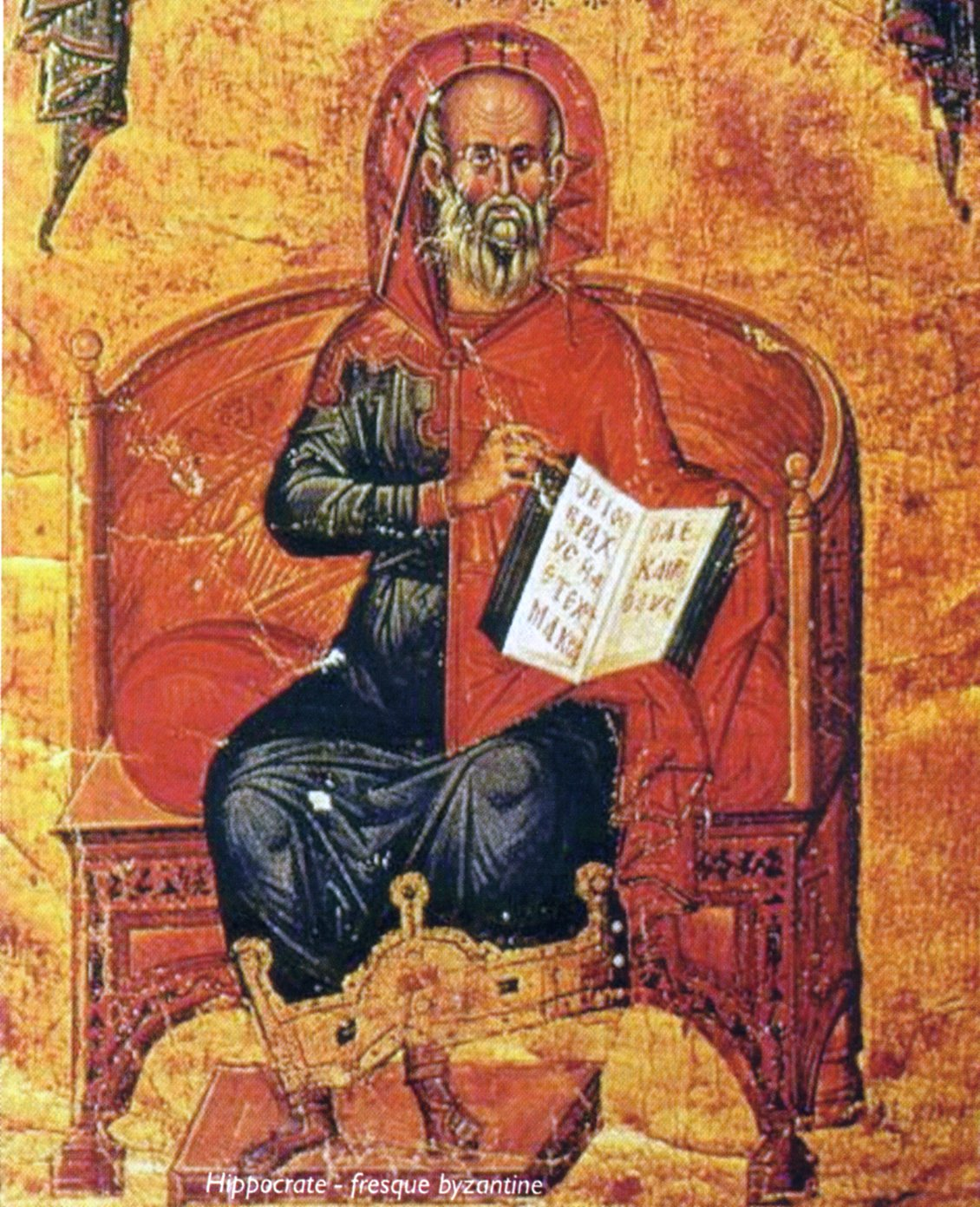
Hippocrate, fresque byzantine.

La médecine byzantine désigne la médecine pratiquée dans l’Empire byzantin à partir de 400 jusqu’aux environs de 1453. Elle est issue en grande partie des connaissances de la Grèce antique et de la Rome antique. La médecine est une des sciences où les Byzantins ont dépassé leurs prédécesseurs gréco-romains. En conséquence, la médecine byzantine a eu une influence significative sur la médecine arabo-musulmane et le renouveau de la médecine en Europe occidentale à la Renaissance.
Les médecins byzantins ont souvent compilé et formalisé leurs connaissances médicales dans des manuels. Ces livres sont souvent richement décorés et illustrés de magnifiques enluminures, mettant en valeur les sujets traités. Le Recueil des Pleiades (en grec Epitomes iatrikes biblio hepta ou « Encyclopédie médicale en sept volumes »), écrite par le médecin le plus réputé de l’époque, Paul d'Égine, revêt une importance particulière. Le traité a été écrit à la fin du VIIe siècle et a été utilisé comme manuel de référence pendant 800 ans.
La fin de l'Antiquité a donné lieu à une révolution dans le domaine médical et de nombreuses sources mentionnent la fondation d’hôpitaux (bien que l’on puisse faire remonter leur origine, dans l’acception militaire du terme, à la Rome impériale et même au-delà). Constantinople était sans doute le centre de cette activité au Moyen Âge, en raison de sa position géographique, de sa richesse et des connaissances accumulées.

## Contexte historique
Sans doute le premier médecin byzantin est-il le rédacteur du Dioscoride de Vienne, exemplaire manuscrit du Peri hulês iatrikês (en latin De materia medica) de Dioscoride, écrit pour la fille de l'empereur Olybrius en 515. Comme la plupart des médecins byzantins, il plaçait ses travaux sous l’autorité des médecins de l’Antiquité comme Galien et Hippocrate, ce qui ne veut pas dire que les médecins byzantins n'ont pas apporté de corrections à l’œuvre des « pères de la médecine » ni été à l’origine de contributions originales. Oribase, qui a peut-être été le plus grand compilateur byzantin de connaissances médicales, a procédé à de nombreuses révisions en corrigeant les méthodes anciennes lorsqu’elles étaient erronées. Plusieurs de ses œuvres, dont Collections médicales, ainsi que celles de nombreux autres médecins byzantins, ont été traduites en latin, et parfois, au cours du Siècle des Lumières et à l’époque des philosophes, en anglais et en français.
Un autre traité byzantin, le Dynamerón de Nicolas Myrepsos datant du XIIIe siècle, est resté le principal codex pharmaceutique de la faculté de médecine de Paris jusqu'en 1651, tandis que le Sýntagma perì tês podágras du médecin byzantin Démétrios Pépagoménos (XVe siècle) et ses observations sur la goutte ont été traduits et publiés en latin par le grand humaniste post-byzantin, Marcus Musurus, à Venise en 1517. Par conséquent, on pourrait faire valoir que l’ancienne croyance selon laquelle Byzance n’aurait été qu’un simple « transmetteur » des connaissances médicales de l’Antiquité redécouvertes à la Renaissance sont en fait totalement fausses. Il est déjà connu, par exemple, qu’à la fin du XIIe siècle un médecin latin de Salerne (Roger de Salerne) a été influencé par les traités des médecins byzantins Aétios d'Amida et Alexandre de Tralles, ainsi que Paul d'Égine (Epítome, Hypomnema).
Le dernier grand médecin byzantin était Actuarius, qui a vécu au début du XIVe siècle à Constantinople. Sa monographie Perì oûrōn (en latin De urinis, en français Sur les urines) sur l’examen des urines a établi les fondations des études ultérieures dans ce domaine. Toutefois, à partir de la fin du XIIe siècle jusqu’à 1453, il y a eu très peu d'évolution des connaissances médicales, principalement en raison de l'agitation à laquelle l'empire était confronté sur deux fronts, à la suite de l'établissement de l’Empire latin et de la diminution de la population de Constantinople en raison de la peste et de la guerre. Néanmoins, la médecine byzantine est extrêmement importante à la fois en termes de nouvelles découvertes faites au cours de cette période (à un moment où l'Europe occidentale était en pleine décadence), qu’en termes de préservation soigneuse des connaissances de l'Antiquité grecque et romaine par le biais de compilation et de révision des textes anciens et enfin, le rôle qu'elle avait joué dans la transmission des connaissances à la fois aux Italiens de la Renaissance et aux Arabes.

## Hôpitaux
Malgré l’absence de nombreuses sources historiques, l’Empire byzantin est reconnu comme l’un des premiers États à avoir développé des établissements médicaux comparables aux hôpitaux modernes. Ces institutions, appelées « xenons » ou « nosokomeions », étaient administrées par l’Église ou l’État et jouaient un rôle central dans le développement de la médecine hospitalière en Europe, au Moyen-Orient et au-delà.
Byzance est également le premier empire à posséder des établissements médicaux intégrés, souvent soutenus par de riches mécènes, notamment des empereurs et des figures religieuses. Ces structures ne ressemblaient pas aux hospices militaires de l’Antiquité grecque et romaine, souvent conçus pour les soldats ou les mourants. Au contraire, elles offraient des soins organisés et accessibles à toutes les populations, y compris les étrangers, les pèlerins et les pauvres,.

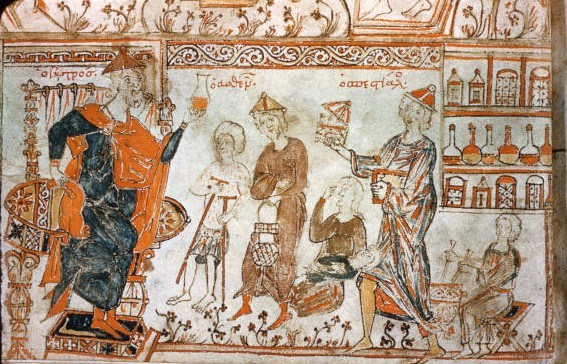
La naissance de l'hôpital ?

Le premier hôpital byzantin, parfois attribué à Basile de Césarée au IVᵉ siècle, regroupait un hospice pour les pauvres, un refuge pour les voyageurs et un hôpital destiné aux malades. Bien que Basile ait fondé un complexe caritatif célèbre (Basileiades), celui-ci est davantage lié à l’assistance sociale qu’à un hôpital au sens strict.
Avec l'essor des villes impériales comme Constantinople et Thessalonique, les hôpitaux byzantins se multiplièrent. La ville la plus peuplée, la capitale, est naturellement la mieux pourvue en hôpitaux, d'autant plus que les empereurs ne sont pas avares d'aides en leur faveur. Grâce au Livre des édifices de Procope, nous disposons d'une description détaillée des hôpitaux de Constantinople au milieu du VIᵉ siècle. L'hôpital Saint-Samson, par exemple, était aménagé dans une ancienne maison privée. Ces établissements étaient généralement rattachés à un monastère ou à un sanctuaire, soulignant leur lien étroit avec la religion et la charité.
Dès le VIIIᵉ siècle, ce type d'établissement était également présent dans les provinces. Cette infrastructure médicale était constituée sur une hiérarchie structurée et sur des médecins formés dans des institutions prestigieuses comme l’Université de Constantinople.
Les hôpitaux de Byzance se distinguaient par leurs salles séparées selon les maladies, leurs protocoles d’hygiène avancés, et leur intégration de conseils spirituels et psychologiques dans les soins. Ces pratiques, proches du modèle hospitalier moderne, ont inspiré le développement des systèmes de santé en Europe et dans le monde musulman.
L’empereur Justinien Ier, par exemple, a fait subventionner des médecins privés pour qu’ils travaillent dans le secteur public six mois par an, une initiative qui a contribué à l’émergence de la médecine professionnelle dans l’empire. À Jérusalem, l’empereur ordonna la création d’un hôpital dédié aux étrangers tombés malades pendant leur séjour sur le territoire notamment lors des pèlerinages.

### Organisation et fonctionnement des hôpitaux
Les hôpitaux byzantins fonctionnaient selon une hiérarchie bien définie. Le médecin-chef, ou archiatros, supervisait un personnel varié composé d’infirmières professionnelles (hypourgoi) et d’aides-soignants (hyperetai). Cette organisation visait à garantir l’efficacité des soins, qui incluaient également un accompagnement spirituel, soulignant l'influence de l'Église.
Ces structures, inspirées des modèles antiques, s'inscrivaient dans un cadre plus rigoureux, favorisant la transition vers une professionnalisation de la médecine. L’hôpital du monastère du Christ Sauveur Pantocrator, fondé au XIIᵉ siècle à Constantinople, en est un exemple marquant.

### Formation médicale et universités
À partir du VIIIᵉ siècle, la médecine devint une discipline universitaire à part entière. L’Université de Constantinople, fondée par Théodose II, joua un rôle clé dans cette évolution. Les médecins y étudiaient les œuvres d’Hippocrate, Galien, ainsi que les travaux de médecins arabes. Les cours comprenaient également des dissections animales et des expériences sur des remèdes à base de plantes. Les diplômés étaient ensuite intégrés dans les hôpitaux, où ils perfectionnaient leurs compétences sous la supervision de médecins expérimentés, souvent appelés archiatros. Cette approche combinait théorie et pratique, un modèle qui influença les universités médiévales européennes.
Cette institution formait des médecins hautement qualifiés, capables de gérer des hôpitaux complexes et de développer des pratiques médicales avancées. Des auteur de traités connus contribuèrent à l'avancement de spécialités médicales notamment avec Théophile le Protospathaire qui aurait été un précurseur dans les domaines de l'uroscopie et de l'urologie et avec des travaux sur les excréments, sur les pouls ou encore les différentes fièvres.

### Pratiques médicales et innovations
Les travaux de Galien ont considérablement influencé la médecine byzantine, notamment en anatomie, bien que certains médecins byzantins aient également corrigé ou amélioré certaines de ses théories.Les médecins byzantins, s’appuyant sur l’héritage antique, utilisaient des plantes médicinales, des minéraux, et des antiseptiques naturels comme le vin ou le vinaigre. Ils considéraient également l’alimentation et l’hygiène comme essentiels à la prévention des maladies. Un exemple notable est le Dioscoride de Vienne, un manuscrit illustrant des plantes médicinales, qui servit de référence pour les hôpitaux de l’époque. Ce texte témoigne de l’attention portée aux soins basés sur la nature et l’expérimentation scientifique.

### Principaux hôpitaux
À Constantinople, deux hôpitaux se distinguent :

### L’hôpital du monastère du Christ Sauveur Pantocrator
L’hôpital du monastère du Christ Sauveur Pantocrator, fondé au XIIᵉ siècle à Constantinople sous le règne de Jean II Comnène, représente un exemple des réalisations médicales et sociales byzantines. Ce complexe faisait partie intégrante d’un vaste ensemble monastique comprenant une église, des logements pour les moines, et des infrastructures hospitalières modernes pour l’époque.

#### Organisation et fonctionnement
L’hôpital était composé de plusieurs bâtiments destinés à répondre aux besoins spécifiques des patients. Les malades étaient répartis dans des salles distinctes selon la nature de leur maladie, une pratique avancée pour l’époque qui préfigurait les spécialités médicales modernes. Chaque salle était dotée d’équipements spécifiques et supervisée par des médecins qualifiés.
L’innovation majeure résidait dans la présence de médecins femmes, une rareté pour l’époque. Elles étaient probablement responsables de soins spécifiques, notamment pour les femmes et les enfants, avec une approche inclusive des soins médicaux. Cette pratique démontre non seulement l’ouverture de la médecine byzantine, mais également l’importance accordée aux femmes dans certains rôles professionnels au sein de l’Empire.

#### Services médicaux
L’hôpital offrait une gamme complète de soins, incluant :
- Consultations médicales et diagnostics.
- Soins chirurgicaux réalisés avec des instruments spécialisés, souvent en lien avec les connaissances d’Hippocrate et de Galien.
- Traitements pharmaceutiques, utilisant des remèdes à base de plantes, de minéraux, et d’autres substances naturelles documentées dans des ouvrages comme le Dioscoride de Vienne.
- Soins psychologiques et spirituels, souvent considérés comme essentiels à la guérison.

Un autre aspect remarquable était l’attention portée à l’hygiène et à la prévention des infections, avec des protocoles pour maintenir des espaces propres et éviter la propagation des maladies.

#### Charité et administration
Comme la plupart des hôpitaux byzantins, celui du Pantocrator fonctionnait grâce à des donations impériales et privées. L’empereur Jean II et son épouse Irène furent de généreux mécènes. L’hôpital servait à la fois les citoyens byzantins et les étrangers, témoignant de l’importance de la charité dans la culture byzantine.
L’administration de l’hôpital était assurée par des responsables religieux et laïcs, garantissant une gestion efficace. Le typikon du Pantocrator constitue une source précieuse pour comprendre l'organisation des hôpitaux byzantins, car il illustre comment ces institutions combinaient la charité chrétienne avec des pratiques administratives et médicales avancées. Sa précision et sa portée en font un témoignage unique de la manière dont les Byzantins structuraient leurs hôpitaux comme des centres de soins intégrés et bien réglementés.

### L’hôpital de Saint-Sampson
Il fut l’un des établissements médicaux les plus emblématiques de l’Empire byzantin. Fondé par Saint Sampson dit le Receveur d’étrangers (Sampson Xenodochos), un médecin devenu saint patron des hôpitaux orthodoxes; cet hôpital joua un rôle central dans la prise en charge des malades et des démunis.

#### Origine et fondation
Saint Sampson, d’origine noble, choisit de se consacrer à la médecine et à la charité plutôt qu’aux honneurs de sa position sociale. Il fonda cet hôpital près de l’église Hagia Eirene. Initialement conçu comme un refuge pour les pauvres et les voyageurs sans abri, l’établissement évolua pour devenir un hôpital capable de soigner les malades et de fournir un hébergement temporaire.
L'hôpital fut également soutenu par l'empereur Justinien Ier, qui ordonna sa reconstruction après un incendie. En 560, saint Samson s'adonnait au soin des pauvres. On rapporte qu'ayant guéri l'empereur, celui-ci lui donna de quoi construire un hôpital.  Cette association impériale permit à l’hôpital d’acquérir des ressources significatives et de se développer davantage

#### Fonctionnement et rôle social
- Soins médicaux : Les malades étaient traités par des médecins qualifiés, utilisant les pratiques médicales byzantines, notamment des remèdes naturels et des soins d’hygiène avancés.
- Asile pour les démunis : Il servait également de refuge pour les pauvres, les voyageurs sans abri, et les pèlerins en détresse. Ces services comprenaient nourriture, logement, et assistance spirituelle.
- Institution caritative modèle : Grâce à son approche inclusive, l’hôpital devint un modèle pour d’autres institutions similaires dans l’Empire byzantin et au-delà.

#### Organisation et administration
L'hôpital était administré par des religieux, en collaboration avec des médecins et du personnel laïc. La gestion combinait les traditions chrétiennes de charité avec les pratiques organisationnelles avancées des hôpitaux byzantins. Les patients étaient répartis selon leurs besoins, et l’accent était mis sur l’égalité des soins pour toutes les classes sociales, conformément aux principes chrétiens.

### Héritage et influence des hôpitaux byzantins
Les hôpitaux byzantins ont profondément marqué l'histoire des soins médicaux, exerçant une influence durable tant en Europe qu'au sein du monde musulman. En Occident, des institutions comme l’Ordre des Hospitaliers ont intégré des pratiques inspirées des hôpitaux byzantins, notamment l’organisation hiérarchique, la séparation des patients selon leurs maladies, et l’attention portée aux soins spirituels et physiques.
Dans le monde arabe, les pratiques byzantines ont directement contribué à l’émergence des bîmâristâns, des hôpitaux sophistiqués qui reprenaient de nombreux éléments des institutions byzantines. La traduction en arabe des textes médicaux grecs, tels que ceux d’Hippocrate, de Galien, et des auteurs byzantins, a enrichi les savoirs médicaux dans la civilisation islamique. Ces échanges ont également favorisé le développement de nouvelles approches médicales et organisationnelles, intégrant harmonieusement les savoirs byzantins et islamiques.
Ces hôpitaux, véritables pionniers des systèmes de santé modernes, étaient à la fois des lieux de charité chrétienne, de professionnalisme médical, et d’innovation. Leur organisation avancée, associée à un souci constant d’inclusion sociale, a établi les bases d'une tradition hospitalière qui a perduré bien au-delà de l’Empire byzantin.

## Christianisme
Le christianisme a toujours joué un rôle clé dans la construction et l'entretien des hôpitaux, comme il l'a fait dans la plupart des autres régions de l'empire. De nombreux hôpitaux ont été construits et mis en place par les évêques dans leurs diocèses respectifs. Les hôpitaux sont presque toujours construits à proximité ou autour des églises et l’accent a été mis sur l'idée de guérison par le biais du salut — quand la médecine échouait, les médecins demandaient à leurs patients de prier. Lorsque les problèmes posés par les iconoclastes ont été résolus, les saints qui étaient généralement invoqués étaient saints Cosmes et Damien qui ont été mis à mort par Dioclétien en 303 et qui sont les saints patrons de la médecine et des médecins.
Le christianisme a également joué un rôle clé dans la propagation de l'idée de charité, la médecine étant devenue, selon Gary Ferngren, « accessible à tous et... facile ». Cette idée, ainsi que les moyens importants dont disposaient les médecins byzantins ont été la traduction du fait que, pour la première fois dans l'histoire, l'État s’est véritablement investi dans l’organisation d’un système public de soins de santé.